# Niccolò Alberti
Pour les articles homonymes, voir Alberti.
Niccolò Alberti ou Nicolas de Prato (né v. 1250 à Prato en Toscane, Italie et mort le 1er avril 1321 à Avignon) est un cardinal italien. Il est membre de l'ordre des dominicains.

## Biographie
Niccolò Alberti est notamment procurateur général de son ordre et provincial à Rome. En 1299 il est nommé évêque de Spolète et vicaire du pape. Alberti est nommé légat près du roi Philippe IV de France et du roi Édouard Ier d'Angleterre, pour les réconcilier.
Il est créé cardinal par le pape Benoît XI lors du consistoire du 18 décembre 1303. Le cardinal Alberti est nommé légat à Florence et en Lombardie. Avec le cardinal Walter Winterburn, il est envoyé en mission pour examiner la doctrine du franciscain Piergiovanni Olivi, qui a entrainé beaucoup de troubles dans son ordre. Alberti est nommé doyen du Collège des cardinaux en 1313. Il est l'auteur de Traité du Paradis et d'une œuvre sur les élections des papes, De ratione Pontificalium Comitiorum habendorum.
Le cardinal Alberti participe au conclave de 1304-1305, lors duquel  Clément V est élu et à celui de 1314-1316 (élection de Jean XXII).